# زوان (نبات)
الزُّوَان أو الصامة أو الزَّوَّان أو الزُّؤَانُ أو البُهْمَى أو الزيوان(باللاتينية: Lolium) جنس نباتي يتبع الفصيلة النجيلية و يحوي عدة أنواع أهمها الزوان المعمر (باللاتينية: Lolium perenne) والزوان المتعدد الأزهار أو الزوان الإيطالي (باللاتينية: Lolium multiflorum). يعد هذا الجنس من أهم محاصيل العلف ونباتات المروج أو المسطحات الخضراء.

## من أنواعه
- الزوان الفارسي (باللاتينية: Lolium persicum) في إيران والمشرق العربي والقوقاز وتركيا وأوكرانيا
- الزوان الخشن (باللاتينية: Lolium rigidum) في مناطق الوطن العربي المتوسطية وأوروبا

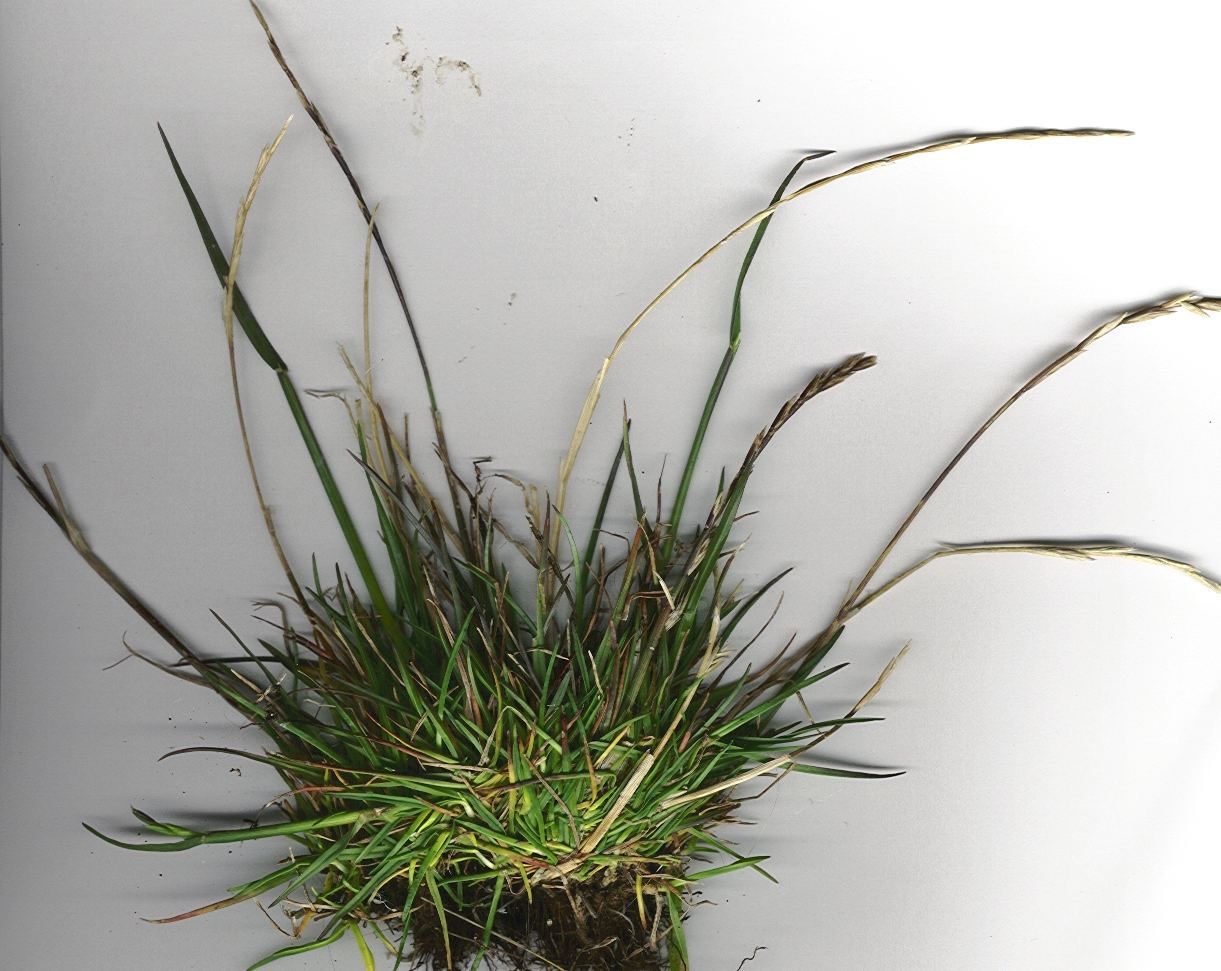
نبات الزوان المعمر

- الزوان المتعدد الأزهار (باللاتينية: Lolium multiflorum) في مناطق الوطن العربي المتوسطية وأوروبا
- الزوان المخرزي (باللاتينية: Lolium subulatum) في بلاد الشام والمغرب العربي والقوقاز وقبرص وتركيا
- الزوان المسكر (باللاتينية: Lolium temulentum) في مناطق الوطن العربي المتوسطية وأوروبا
- الزوان المظلي (باللاتينية: Lolium parabolicae) في المغرب العربي وإسبانيا والبرتغال
- الزوان المعمر (باللاتينية: Lolium perenne) في مناطق الوطن العربي المتوسطية وأوروبا

## مرادفات للاسم العلمي
- (باللاتينية: Arthrochortus)